# François Rom
François Rom (n. 8 aprilie 1882, Antwerpen, Flandra, Belgia – d. 2 februarie 1942) a fost un scrimer ce a reprezentat Belgia, medaliat olimpic. A participat la 2 ediții ale Jocurilor Olimpice (1908, 1912) în care a câștigat o medalie de bronz.